# Roșiori, Suceava
Roșiori este un sat în comuna Forăști din județul Suceava, Moldova, România.

## Obiective turistice
- Mănăstirea Sf. Mina din Roșiori - mănăstire de călugări ortodocși de stil vechi.

 Acest articol despre o localitate din județul Suceava este deocamdată un ciot. Puteți ajuta Wikipedia prin completarea lui.